# Liste der Monuments historiques in Brandérion
Die Liste der Monuments historiques in Brandérion führt die Monuments historiques in der französischen Gemeinde Brandérion auf.

## Liste der Bauwerke
| Bezeichnung         | Beschreibung | Standort | Kennzeichnung | Schutzstatus | Datum | Bild |
| ------------------- | ------------ | -------- | ------------- | ------------ | ----- | ---- |
| Domäne von Kerlivio |              | (Lage)   | PA00091815    | Inscrit      | 1992  |      |

## Liste der Objekte
- Monuments historiques (Objekte) in Brandérion in der Base Palissy des französischen Kultusministeriums